# Kuhseeheide
Die Kuhseeheide ist eine kleine Schotterheide im Stadtteil Augsburg-Hochzoll und gehört zum Naturschutzgebiet „Stadtwald Augsburg“.

## Lage
Die Kuhseeheide liegt südsüdöstlich des künstlich angelegten und namensgebenden Kuhsees – das Gewässer diente früher als Tränke für Kühe. Das Offengrasbiotop ist in einem Auwaldgürtel eingebettet, der im Osten durch landwirtschaftlich genutzte Flächen und die Bahnlinie Augsburg – München begrenzt wird. Im Westen stößt der Auwald an einen Wander- und Fahrradweg, der zwischen dem Auwald und dem Deich zum östlichen Uferbereich des Lechs verläuft.

## Heidefläche
Auf der Kuhseeheide herrscht wie auf allen Lechheiden eine große Artenvielfalt. Am Lech und in dessen Heiden kommen auch untypische Pflanzen vor, die insbesondere aus dem Mittelmeerraum und den kontinentalen Steppen Osteuropas stammen. Der Lech fungiert dabei als Transportweg für die Pflanzensamen. Die Botaniker bezeichnen den Lech deshalb als Florenbrücke. Den eingewanderten Pflanzenarten folgen ihre Bestäuber, wie Bienen, Schmetterlinge und andere Insekten, ohne die sich die Einwanderer nicht verbreiten könnten.
Eine kleine Auswahl der Arten sind die Schwarzviolette Akelei, der Deutsche Enzian, die Türkenbund-Lilie, die Blutrote Sommerwurz sowie der Himmelblaue Bläuling und die Rote Waldameise.